# Guillon-Terre-Plaine
Guillon-Terre-Plaine község Franciaország Burgundia-Franche-Comté régiójában, Yonne megyében. Új községként 2019. január 1-jén jött létre Guillon, Cisery, Sceaux, Trévilly és Vignes község egyesítésével. A korábbi községek egyesülésekor az új község lélekszáma 803 fő lett. Lakosainak száma 712 fő (2022. január 1.).

## Népesség
| Lakosok száma | 760  | 753  | 748  | 736  | 724  | 712  |
|               | 2017 | 2018 | 2019 | 2020 | 2021 | 2022 |